# Game Changer Wrestling
La Game Changer Wrestling è una federazione di wrestling statunitense fondata nel 1999 da Ricky Otazu, come Jersey Championship Wrestling. Chiuse nel 2004 dopo essere stata venduta alla rivale National Wrestling Superstars, e riaprì poi nel 2013 e due anni dopo assunse l'attuale nome. Ad oggi è di proprietà di Brett Lauderdale.
La GCW basa i suoi spettacoli sull'Hardcore wrestling e sulle arti marziali miste, in particolare Josh Barnett organizza spesso match di esibizione MMA per la GCW in eventi chiamati Bloodsport.

## Riconoscimenti

### Titoli
| Titolo                          | Campione                   | Data             | Luogo         | Evento                     |
| ------------------------------- | -------------------------- | ---------------- | ------------- | -------------------------- |
| GCW World Championship          | Effy                       | 19 gennaio 2025  | New York City | The People vs. GCW         |
| GCW Ultraviolent Championship   | Matt Tremont               | 19 gennaio 2025  | New York City | The People vs. GCW         |
| JCW Championship                | Masha Slamovich            | 10 febbraio 2024 | Jersey City   | Jersey J-Cup               |
| GCW World Tag Team Championship | Alec Price e Jordan Oliver | 18 aprile 2025   | Las Vegas     | Joey Janela's Spring Break |

### Tornei
| Torneo                 | Ultimo Vincitore | Data             |
| ---------------------- | ---------------- | ---------------- |
| Jersey J-Cup           | Masha Slamovich  | 10 febbraio 2024 |
| Nick Gage Invitational | Sawyer Wreck     | 16 novembre 2024 |
| Tournament of Survival | Matt Tremont     | 7 giugno 2025    |

## Personale

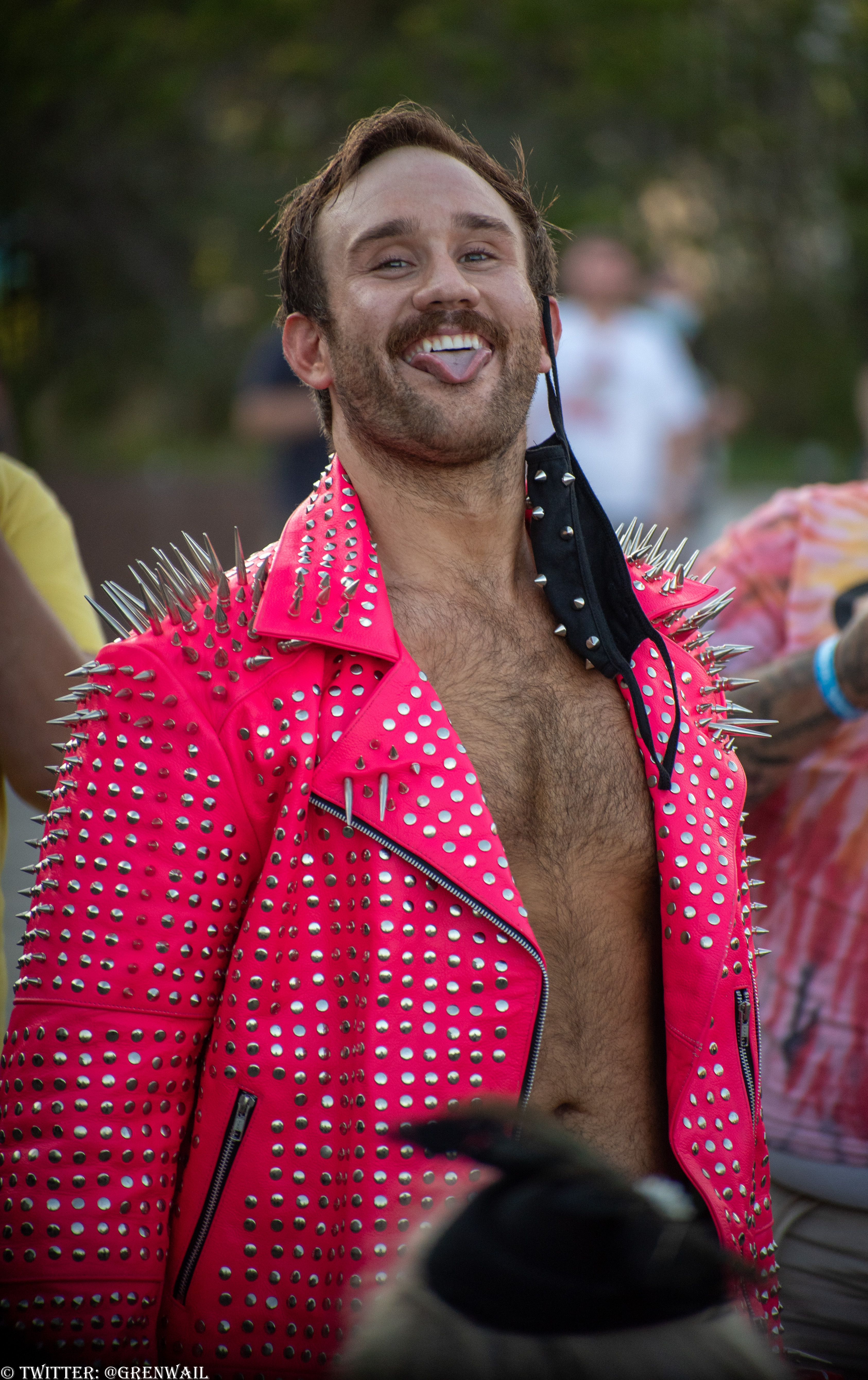
Effy, GCW World Champion

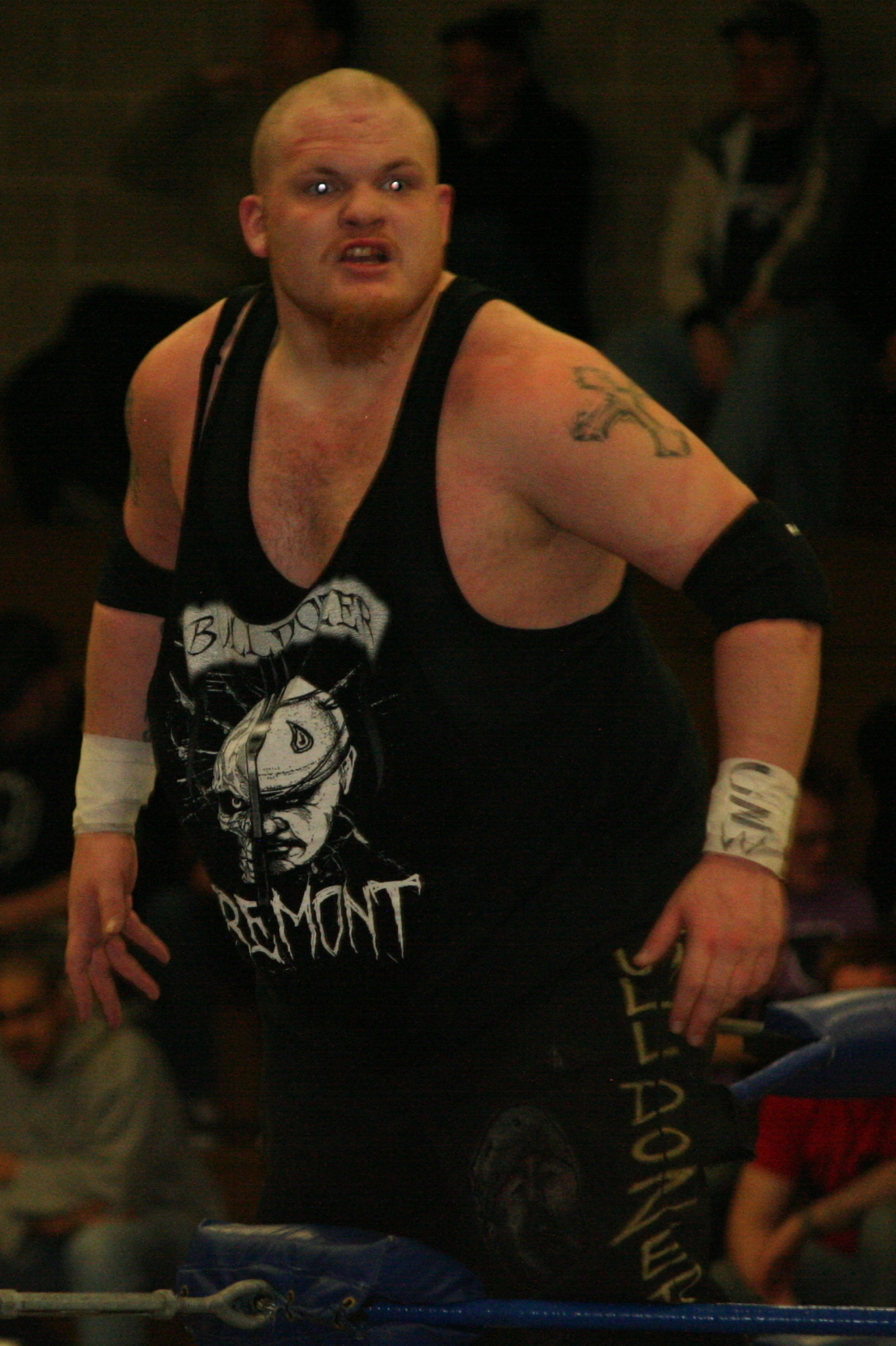
Matt Tremont, GCW Ultraviolent Champion

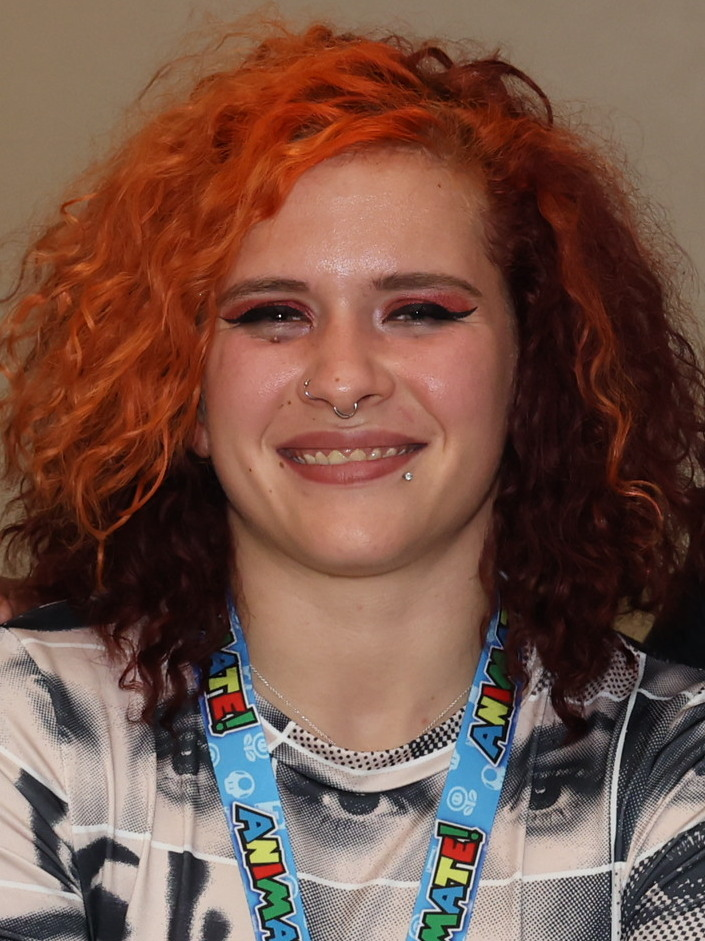
Masha Slamovich, JCW Champion

| Ring Name          | Nome Reale         | Note                        |
| ------------------ | ------------------ | --------------------------- |
| 1 Called Manders   | Steve Manders      |                             |
| Alec Price         |                    | GCW World Tag Team Champion |
| Allie Katch        | Allie Woodard      |                             |
| Arez               | Jonathan Gonzalez  |                             |
| Atticus Cogar      |                    |                             |
| Blake Christian    | Christian Hubble   |                             |
| Brandon Kirk       |                    |                             |
| Charles Mason      |                    |                             |
| Ciclope            | Johnny Yedra       |                             |
| Cole Radrick       | Joey Hodge         |                             |
| Dark Sheik         | Sam Khandaghabadi  |                             |
| Dominic Garrini    | Dominic Garrini    |                             |
| Effy               | Taylor Gibson      | GCW World Champion          |
| Gringo Loco        | Charles Santos     |                             |
| Grim Reefer        |                    |                             |
| Griffin McCoy      |                    |                             |
| Homicide           | Nelson Erazo       |                             |
| Jack Cartwheel     |                    |                             |
| Jimmy Lloyd        | Jimmy Lloyd        |                             |
| Joey Janela        | Joey Janela        |                             |
| John Wayne Murdoch | John Wayne Murdoch |                             |
| Jordan Oliver      | Jordan Oliver      | GCW World Tag Team Champion |
| Kevin Blackwood    |                    |                             |
| Kevin Ku           | Kevin Ku           |                             |
| Maki Itoh          | Maki Itoh          |                             |
| Mance Warner       |                    |                             |
| Marcus Mathers     |                    |                             |
| Masha Slamovich    | Ann Khozine        | JCW Champion                |
| Matt Cardona       | Matt Cardona       |                             |
| Matt Tremont       | Matt Tremont       | GCW Ultraviolent Champion   |
| Matthew Justice    | Matthew Hannan     |                             |
| Megan Bayne        |                    |                             |
| Miedo Extremo      | Johnathan Pérez    |                             |
| Nick Gage          | Nick Wilson        |                             |
| Parrow             | Mike Parrow        |                             |
| Reed Bentley       | Reed Bentley       |                             |
| Richard Holliday   | Joe Zimbardi       |                             |
| Rina Yamashita     | Rina Yamashita     |                             |
| Sawyer Wreck       |                    |                             |
| Shane Mercer       | Shane Goode        |                             |
| Sidney Akeem       | Sidney Bateman     |                             |
| Tony Deppen        | Tony Deppen        |                             |

## Hall Of Fame
La GCW dal 2022 onora i migliori wrestler del Circuito indipendente con l'ingresso nella Indie Wrestling Hall Of Fame.
| Anno | Wrestler                   | Vero Nome        |
| ---- | -------------------------- | ---------------- |
| 2022 | Dave Prazak                | Dave Prazak      |
| 2022 | Jerry Lynn                 | Jerry Lynn       |
| 2022 | Homicide                   | Nelson Erazo     |
| 2022 | LuFisto                    | Gen Goulet       |
| 2022 | Ruckus                     | Claude Marrow    |
| 2022 | Tracy Smothers             | Tracy Smothers   |
| 2023 | Cheerleader Melissa        | Melissa Anderson |
| 2023 | Christopher Daniels        | Daniel Covell    |
| 2023 | Excalibur                  | Marc Letzmann    |
| 2023 | Jimmy Jacobs               | Chris Scoville   |
| 2023 | Michael Modest             | Michael Cariglio |
| 2023 | Paul London                | Paul London      |
| 2024 | Trent Acid                 | Michael Verdi    |
| 2024 | Jay Briscoe                | Jamin Pugh       |
| 2024 | Mark Briscoe               | Mark Pugh        |
| 2024 | Kevin "Whack Packer" Hogan | Kevin Hogan      |
| 2024 | Steve Corino               | Steve Corino     |
| 2024 | Sabu                       | Terry Brunk      |
| 2024 | Mercedes Martinez          | Jazmin Benitez   |